# Маніпуляційна система
Маніпуляці́йна систе́ма (МС) — система, основним завданням якої є виконання рухомої функції і реалізація технологічного призначення промислового робота (ПР). Ця система являє собою простий механізм з розімкненим кінематичним ланцюгом.
МС складається із таких основних вузлів: несучих конструкцій; приводів; передатних механізмів; виконавчих механізмів; і ЗП (захоплювача).